# Интерфејс командне линије
Интерфејс командне линије (енгл. command-line interface, CLI) је механизам за интеракцију са оперативним системом или неким другим софтвером рачунара, који подразумева уношење команди за извођење специфичних задатака. Овај искључиво метод интеракције се разликује од коришћења показивача миша код графичких корисничких интерфејса или менија за избор опција код текстуалних корисничких интерфејса.
Овај метод издавања наредби рачунару се назива уношењем команде: систем чека да корисник заврши унос текстуалне команде што означава притисак на тастер ентер (од енглеског enter, унеси). Интерпретатор командне линије тада прима, анализира, и извршава захтевану команду. Интерпретатор командне линије може да буде доступан и путем текстуалног терминала или прозора емулатора терминала који приказује интерфејс командне линије неког удаљеног рачунара. Након извршавања, наредба често враћа излаз кориснику у виду текстуалних линија које се исписују испод унете наредбе. Овај излаз може да буде одговор на унету наредбу или неки други извештај о завршетку извршавања наредбе.
Концепт интерфејса командне линије је настао када су телепринтерске машине почеле да буду повезиване на рачунаре током педесетих година 20. века, што је омогућило интерактивнији рад у поређењу са беч процесирањем, које је користило технологију бушених картица. Након телепринтера су у употребу ушли терминали са монитором са катодном цеви који су омогућили бржу интеракцију и више података видљивих истовремено. Затим су се појавили графички терминали који су обогатили визуелни приказ података. Данашњи рачунари имају све три функције (беч процесирање, интерфејс командне линије и графички кориснички интерфејс).
Интерфејс командне линије наставља да еволуира заједно са графичким корисничким интерфејсима попут оних у Microsoft Windows-у, или Линуксу. У неким софтверским апликацијама као што су МАТЛАБ и Аутокед, интерфејс командне линије је интегрисан са графичким корисничким интерфејсом, на узајамну добробит.